# San Fernando (kommun), Honduras
San Fernando är en kommun i Honduras.   Den ligger i departementet Departamento de Ocotepeque, i den västra delen av landet, 210 km väster om huvudstaden Tegucigalpa. Antalet invånare är 4 988. Arean är 49 kvadratkilometer.
Terrängen i San Fernando är kuperad.